# Justizkanzlei (Großherzogtum Hessen)
Eine Justizkanzlei war im Großherzogtum Hessen ein zweitinstanzliches Gericht im Bereich der dort gelegenen größten Standesherrschaften.

## Geschichte
Im Zuge der Auflösung des Alten Reichs 1806 und der Mediatisierung kamen einige zuvor reichsunmittelbare Fürsten und Grafen unter die Herrschaft des Landgrafen von Hessen-Darmstadt der damit auch zum Großherzog aufstieg. Im Zuge der Mediatisierung blieben aber die Rechte der nunmehrigen Standesherren gegenüber ihren bisherigen Untertanen ungeschmälert, auch hinsichtlich die standesherrlichen Befugnisse in der Rechtsprechung. Alle Standesherren übten weiterhin die Rechtsprechung in erster Instanz durch die Ämter ihrer Standesherrschaften aus. Aber nur die größten unter ihnen boten auch eine zweite Instanz an. Soweit das der Fall war, wurden diese Gerichte als „Justizkanzlei“ bezeichnet. Zumindest einige hatten – ebenso wie die Ämter – auch schon vor der Mediatisierung bestanden.

## Übersicht
| Justizkanzlei (zweitinstanzliches Gericht) | Inhaber                         | Ämter bis 1821/22 (erstinstanzliche Gerichte) | Landgerichte ab 1821/22 (erstinstanzliche Gerichte)                                     | Übergang der Hoheitsrechte an den Staat | Einwohnerzahl |
| ------------------------------------------ | ------------------------------- | --- | --------------------------------------------------------------------------------------- | --- | ------------- |
| Justizkanzlei Büdingen                     | Fürsten und Grafen von Isenburg | Provinz Starkenburg: Oberamt Offenbach Amt Dreieichenhain Amt Philippseich Provinz Oberhessen: Amt Assenheim Amt Büdingen Amt Marienborn Amt Mockstadt Amt Wenings | Provinz Starkenburg: Landgericht Offenbach Provinz Oberhessen: Landgericht Büdingen     | 1. Juli 1825 | 27.889        |
| Justizkanzlei Gedern                       | Grafen von Stolberg-Wernigerode | Amt Gedern Amt Ortenberg | Landgericht Ortenberg                                                                   | Vor 1820 fusionierte die Justizkanzlei Gedern mit der isenburgischen in Büdingen, die dann als Großherzoglich Hessische Fürstlich und Gräflich Isenburgisch und Gräflich Stolbergische Gesamt-Justiz-Kanzlei zu Büdingen firmierte. 1825 wurde sie aufgelöst. | 10.013        |
| Justizkanzlei Hungen                       | Fürsten und Grafen von Solms    | Amt Engelthal Amt Grüningen Amt Hungen Amt Laubach Amt Lich Amt Nieder-Weisel Amt Nieder-Wöllstadt Amt Rödelheim Amt Utphe Amt Wölfersheim                         | Landgericht Hungen Landgericht Laubach Landgericht Lich Landgericht Rödelheim           | 1. Oktober 1823 | 23.000        |
| Justizkanzlei Michelstadt                  | Grafen von Erbach (drei Linien) | Amt Erbach Amt Freienstein Amt Michelstadt (Erbach-Fürstenau) Amt Reichenberg Rothenberg Amt Schönberg (Erbach-Schönberg) Amt König                                | Landgericht Beerfelden Landgericht Höchst Landgericht Michelstadt Landgericht Schönberg | 1. Juli 1824 | 30.954        |

## Zuständigkeit

### Örtliche Zuständigkeit
Die örtliche Zuständigkeit einer Justizkanzlei erstreckte sich über standesherrliches Gebiet. Das konnte der Teil einer Standesherrschaft sein, eine Standesherrschaft umfassen oder auch mehrere Standesherrschaften.

### Sachliche Zuständigkeit
Hinsichtlich der sachlichen Zuständigkeit waren die Justizkanzleien den Hofgerichten gleichgestellt.
Theoretisch konnten die Hofkanzleien sogar als Revisionsinstanz (dritte Instanz) tätig werden. Voraussetzung dafür war allerdings eine Personalstärke von mindestens sechs Richtern, was wohl keine der im Großherzogtum Hessen tätigen Justizkanzleien aufwies. In diesen Fällen fungierte dann das Hofgericht als Revisionsinstanz.

### Instanzielle Einordnung

#### Ausgangslage
Rechtsgrundlage für die Arbeit der Justizkanzleien im Großherzogtum Hessen war zunächst die großherzogliche Deklaration vom 1. August 1807, dann das Edict, die standesherrlichen Rechts-Verhältnisse im Großherzogthum Hessen betreffend vom 27. März 1820. Diese Anordnungen definierten die Stellung der Justizkanzleien zu den staatlichen Gerichten und Behörden. Justizkanzleien standen unter Staatsaufsicht, zuständig war das Innenministerium. Für die Rechtsprechung der Justizkanzleien galt das Prozessrecht der Hofgerichte. Im Bereich des Strafrechts mussten Urteile mit Strafen im Umfang von mehr als drei Jahren Zuchthaus oder der Todesstrafe vor Vollstreckung noch vom Innenministerium (das damals zugleich das Justizministerium war) bestätigt werden.
Den Justizkanzleien nachgeordnet waren zunächst die Ämter der Standesherrschaften. In den Ämtern waren Verwaltung und Rechtsprechung noch nicht getrennt.
Übergeordnet waren den Justizkanzleien im Zivilrecht das jeweils örtlich zuständige Hofgericht, also für die Gebiete, die in der Oberhessen lagen, das Hofgericht Gießen, für die, die in der Provinz Starkenburg lagen, das Hofgericht Darmstadt. In Strafsachen war das Oberappellationsgericht Darmstadt nächsthöhere Instanz.
Die Existenz der Justizkanzleien bedeutete für Rechtssuchende aus diesen standesherrlichen Gebieten, dass der Rechtszug vier Instanzen – nicht drei, wie im übrigen Land – aufwies.

#### Folgen der Reform von 1821
Staatlicherseits erfolgte die Trennung der Rechtsprechung von der Verwaltung im Großherzogtum 1821. Für die Verwaltung wurden Landgerichtsbezirke, für die Rechtsprechung Landgerichte eingerichtet. In den Standesherrschaften dauerte diese Modernisierung etwas länger. Hier konnte der Staat nur nach Rücksprache mit den Standesherren handeln. Aber auch hier wurde auf das neue System umgestellt:
Die Standesherrschaft Stolberg war von Anfang an, also schon 1821, dabei, allerdings mit dem Vorbehalt: Die Appellationen aus dem standesherrlichen Antheil an diesem Landgericht [ Landgericht Ortenberg ] an die Justizkanzlei zu Büdingen, so wie überhaupt die verfassungsmäßige Competenz dieses Justizcollegs sowohl in Civilsachen, als in Strafsachen, bleiben in Bezug auf gedachten Antheil vorbehalten. 1822 erfolgte die Reform auch in den Gebieten der anderen großen Standesherrschaften, die eigene Justizkanzleien betrieben: Isenburg, Solms und Erbach / Löwenstein-Wertheim.
Diese Reform der erstinstanzlichen Gerichtsbarkeit ließ die Justizkanzleien unberührt und sie waren weiter die zweite Instanz in den entsprechenden standesherrlichen Gebieten. Nachgeordnet waren ihnen nun nicht mehr die Ämter, sondern die Landgerichte. Auch an der Zuordnung zu den übergeordneten Hofgerichten änderte sich nichts.

## Innere Struktur
Die Justiz-Canzleyen müssen förmlich constituirte, aus gesetzmäßig für fähig erkannten, an dem Sitz der Justiz-Canzleyen ihre beständige  Wohnung habenden Mitgliedern, und den nöthigen Subalternen zusammengesetzte Collegien bilden, und sich in ihren Ausfertigungen der Benennung „Großherzoglich Hessische, Fürstlich (Gräflich) z. B. Solmsische Justiz-Canzley“ bedienen.
Die Mindestausstattung für eine Justizkanzlei bestand aus einem Direktor und zwei Räten als Richter sowie einer angemessenen Ausstattung an Hilfspersonal. Die Richter mussten die gleichen Voraussetzungen mitbringen wie staatliche Richter. Die Ernennung und Entlassung des Personals oblag dem Standesherren, den Diensteid allerdings mussten sie auf den Großherzog leisten. Im Übrigen waren sie hinsichtlich Rechten und Pflichten den staatlichen Kollegen gleichgestellt, etwa auch hinsichtlich der Hinterbliebenenversorgung. Die Kosten der Einrichtung hatte der Standesherr zu tragen, im Gegenzug flossen ihm Gerichtsgebühren, Geldstrafen und Geldbußen zu. Die richterliche Unabhängigkeit musste garantiert sein.

## Ende
Der Staat war daran interessiert das Rechtsprechungsmonopol zu erlangen. Schon im Vorfeld der Reform von 1821 verhandelte das Großherzogtum seit 1820 mit allen Standesherren hinsichtlich einer Übergabe der von diesen betriebenen Gerichtsorganisationen an den Staat. Durch die Staatsaufsicht über die Justizkanzleien und die Bezeichnung als „großherzoglich hessisch“ handelte es sich faktisch um staatliche Behörden, deren Kosten die Standesherren trugen. Letztendlich führten deshalb wohl wirtschaftliche Überlegungen dazu, dass die Standesherren aufgaben: Der Betrieb dieser Einrichtungen wurde ihnen zu teuer. So verzichteten die Standesherren, die die letzten drei noch bestehenden Justizkanzleien im Großherzogtum Hessen betrieben, in den folgenden Jahren:
- Solms (Justizkanzlei Hungen) 1823[8],
- Erbach und Löwenstein-Wertheim (Justizkanzlei Michelstadt) 1824[9] und
- Isenburg und Stolberg (Justizkanzlei Büdingen) 1825.[6]

Die Aufgaben, die bisher die Justizkanzleien wahrgenommen hatten, gingen auf das jeweils örtlich zuständige Hofgericht über. Faktisch bedeutete das für die Rechtssuchenden den Entfall der vierten Instanz.